# Damone Brown
Damone Lamar Brown (Buffalo, Nueva York, 28 de junio de 1979) es un exjugador de baloncesto estadounidense que jugó doce temporadas com profesional, cuatro de ellas en la NBA. Con 2,05 metros de altura, jugaba en la posición de alero.

## Trayectoria deportiva

### Universidad
Jugó durante cuatro temporadas con los Orangemen de la Universidad de Syracuse, en las que promedió 10,9 puntos, 6,0 rebotes y 1,1 asistencias por partido. En su última temporada, tras liderar a su equipo en puntos y ser segundo en rebotes, fue incluido en el segundo mejor quinteto de la Big East Conference.

### Profesional
Fue elegido en la trigésimo sexta posición del Draft de la NBA de 2001 por Philadelphia 76ers, donde apenas contó para Larry Brown, que lo alineó en 17 partidos en los que promedió 1,3 puntos.
Tras ser despedido, firma al año siguiente por los North Charleston Lowgators de la NBA D-League, donde promedia 12,5 puntos y 5,3 rebotes por partido, siendo reclamado mediada la temporada por los Toronto Raptors, con quienes firma por diez días, debido a las bajas por lesión de Lindsey Hunter y Chris Jefferies, jugando 5 partidos, 3 de ellos como titular, en los que promedió 5,6 puntos y 3,0 rebotes.
Regresó posteriormente a los Lowgators, y al año siguiente se repitió la historia, siendo reclamado en esta ocasión por los New Jersey Nets, pero allí tuvo muchas menos opciones de juego, disputando 3 partidos en los que anotó 3 puntos. En 2004 cambia de equipo, firmando con los Huntsville Flight, con los que ocmpleta una buena temporada como titular, promediando 15,9 puntos y 5,7 rebotes por partido, siendo elegido en el segundo mejor quinteto de la NBA D-League. antes del final de la temporada es reclamado por los Washington Wizards, donde juega 14 partidos en los que promedia 3,9 puntos y 2,0 rebotes.
En el mes de noviembre de 2005 se marcha a jugar con los Seul SK Knights de Corea del Sur, donde permanece dos temporadas, regresando en 2007 a la NBA D-League para fichar por los Sioux Falls Skyforce, donde promedia 15,1 puntos y 7,0 rebotes por partido. Poco después del comienzo de la temporada 2007-08, se marcha a jugar al EiffelTowers de la liga neerlandesa, regresando al año siguiente de nuevo a su país, para jugar con los Reno Bighorns, promediando 15,9 puntos y 7,3 rebotes.
Tras una temporada en la liga menor PBL, en 2011 ficha por el Fuerza Guinda de Nogales del Circuito de Baloncesto de la Costa del Pacífico, donde juega 11 partidos en los que promedia 16,1 puntos y 7,5 rebotes.

## Estadísticas de su carrera en la NBA

### Temporada regular
| Temporada | Edad | Equipo             | Liga | P  | TIT | MIN  | TC  | TCA | %TC  | 3P  | 3PA | %3P  | TL  | TLA | %TL  | R.OF. | R.DEF. | REB | ASIS | ROB | TAP | PER | FP  | PTS |
| 2001-02   | 22   | Philadelphia 76ers | NBA  | 17 | 0   | 3.9  | 0.5 | 1.2 | .381 | 0.0 | 0.1 | .000 | 0.4 | 0.5 | .875 | 0.1   | 0.1    | 0.2 | 0.1  | 0.1 | 0.1 | 0.5 | 0.6 | 1.4 |
| 2002-03   | 23   | Toronto Raptors    | NBA  | 5  | 3   | 23.0 | 2.2 | 7.0 | .314 | 0.0 | 0.4 | .000 | 1.2 | 1.6 | .750 | 0.6   | 2.4    | 3.0 | 0.6  | 0.2 | 0.0 | 1.2 | 2.8 | 5.6 |
| 2003-04   | 24   | New Jersey Nets    | NBA  | 3  | 0   | 5.7  | 0.3 | 3.3 | .100 | 0.0 | 0.0 |      | 0.3 | 0.7 | .500 | 1.0   | 0.7    | 1.7 | 0.0  | 0.7 | 0.0 | 0.3 | 0.7 | 1.0 |
| 2004-05   | 25   | Washington Wizards | NBA  | 14 | 0   | 10.9 | 1.6 | 4.4 | .371 | 0.3 | 0.8 | .364 | 0.3 | 0.6 | .444 | 0.7   | 1.3    | 2.0 | 1.0  | 0.1 | 0.4 | 1.1 | 1.2 | 3.9 |
| Total     |      |                    | NBA  | 39 | 3   | 9.0  | 1.1 | 3.3 | .336 | 0.1 | 0.4 | .286 | 0.5 | 0.7 | .667 | 0.5   | 0.9    | 1.3 | 0.5  | 0.1 | 0.2 | 0.8 | 1.1 | 2.8 |